# 异常赛瓜参
异常赛瓜参（学名：Thyone anomala）为沙鸡子科赛瓜参属的动物。分布于印度尼西亚以及中国大陆的台湾海峡到北部湾、海南岛等地，主要生活于沿岸岩石底以及或水深60-103米的粗沙贝壳底或泥沙底。该物种的模式产地在台湾海峡。